# さるや
さるやは、宝永元年（1704年）に創業し、300年以上の伝統を持つ東京都中央区日本橋に存在する、日本で唯一の楊枝専門店。

## 概要
創業は宝永元年（1704年）。江戸時代から続く、300年以上の歴史を持つ老舗の楊枝専門店として有名。「黒文字」で作られる楊枝は江戸名物のひとつであり、熟練の職人でも1日に2千本しか作れないと言われている。
現在の代表の山本一雄は8代目にあたる。

## 屋号の由来
由来を「猿は歯白き故に楊枝の看板たり」（人倫訓蒙図彙）とする説と、
猿を背に乗せた主人が道で黒文字を削って見せた（柳亭雑記）とする二つの説がある。

## 商品
- 「黒文字」を代表とする爪楊枝をはじめ、桐の千両箱、爪楊枝入、名刺入、札入、根付など。
- 楊枝に恋の歌を巻きつけた「辻占楊枝」は花柳界でよく使用されていた。名入り楊枝も料亭等で用いられていた。

## 黒文字
- 「黒文字」はクスノキ科の落葉灌木で、この若木を利用して作られるのがさるやの楊枝である。「さるやの黒文字楊枝」はさるやの代表的な商品で、すべての工程が手作り。樹皮の香りを生かすため、楊枝には必ず皮がついている。

## 売店
- 本店（東京都中央区日本橋小網町18－10）
- 池袋店（池袋ショッピングパーク内）
- 横浜店（平成21年3月30日閉店)
- 鶴見店（平成20年9月30日閉店）
- その他　各百貨店内（伊勢丹・小田急・西部・高島屋・東急・東武・松坂屋・松屋など）